# Точка зору
Точка (кут) зору — певний погляд на що-небудь, особисте ставлення, до чогось; «з точки зору», «під кутом зору» — з погляду кого-, чого-небудь, з того чи іншого боку. Семантично еквівалентне слово — перспектива, — спосіб зображення на площині або на кривій поверхні об'ємних предметів такими, якими ми бачимо їх з певної точки спостереження. Те саме, що й аспект — точка зору, з якої розглядаються предмети, явища, поняття.
Це специфічний спосіб висловлення думки у філософії і є ставленням розуміння та міркування чогось із особистої точки зору. Це прийняття ставлення або поведінки людини з питання. Поняття особливо широко використовується в художньому контексті, як «погляд» або «фокус». У філософії вживання цього виразу є переносним і синонімом одного із значень терміна «перспектива», де кут огляду позначає точку зору глядача відносно того, що показано на поверхні зображення. З'ясувавши кут зору та точку зникнення, стало можливим створити тривимірну оптичну ілюзію на двовимірній поверхні. Це відкриття означало прорив у епістемології, який дав людям уявлення про те, що ви обов'язково дивитеся на речі з певного місця через власну суб'єктивну тенденцію суб'єкта. Суб'єктивність неминуча. Звідси це слово перейшло в повсякденну мову як позначення аспекту, тобто одного із кількох аспектів, або способів розгляду ситуації. Це образне використання поняття можна датувати 1760 роком. Якщо була дискусія, то буде зрозуміло, що є різні точки зору на те, що сталося. Наші точки зору часто керуються нашими поглядами: політичними, культурними, релігійними тощо. Багато речей можна оцінювати з певних особистих, традиційних або моральних точок зору.
Загалом, — це позиція, міркування або ставлення, і навіть думка («з моєї точки зору…»), яку приймає суб'єкт щодо певного факту, об'єкта, особи чи організації, через власну суб'єктивну тенденцію суб'єкта, від якої він невіддільний. Отже, наші знання про реальність відносно контролюються конкретною точкою зору.

Зміщення точки зору. Вид на спостерігача і об'єкт подано згори
1. позиція
2. позиція
3. позиція
4. позиція